# 공처 (욕)
공처(중국어: 公车, 병음: Gōngchē 공처[*]←公共汽車)는 중국에서 사용되는 욕으로, 아주 속물적인 사람에게 사용된다.